# گولی‌والی
گولی‌والی (به انگلیسی: Golewali) یک روستا در پاکستان است که در ناحیه خوشاب واقع شده‌است. گولی‌والی ۴۵٬۰۰۰ نفر جمعیت دارد.